# Allotrichoma ozerovi
Allotrichoma ozerovi är en tvåvingeart som beskrevs av Nina Krivosheina och Tadeusz Zatwarnicki 1997. Allotrichoma ozerovi ingår i släktet Allotrichoma och familjen vattenflugor. Inga underarter finns listade i Catalogue of Life.